# Одуд Вадим Миколайович
Вади́м Микола́йович О́дуд (народився 29.11.1995. Стара Чортория, Любарський район, Житомирська область — 12 листопада 2022, Херсонська область) — майор Збройних Сил України, учасник російсько-української війни, який загинув під час російського вторгнення в Україну, Герой України з удостоєнням ордена «Золота Зірка» (посмертно).

## Життєпис
Народився в с. Стара Чортория Любарського району на Житомирщині.
Вадим Одуд стрімко просувався по службовій ієрархії: за три роки з лейтенанта став майором, із командира взводу — командиром батальйону. У свої 26 років він був одним із наймолодших командирів окремих військових частин Збройних сил України.
З початком російського вторгнення в Україну пройшов з батальйоном усі найважчі бої, спочатку як ротний 3-ї гірсько-штурмової роти 15-го окремого гірсько-штурмового батальйону, а з вересня 2022 року — як командир батальйону. Разом зі своїм підрозділом боронив міста Рубіжне та Кремінну Сєвєродонецького району, згодом брав участь у боях за визволення Херсонської області.
Загинув 12 листопада 2022 року в боях з російськими окупантами під час визволення Херсонської області.

## Нагороди
- звання Герой України з удостоєнням ордена «Золота Зірка» (29 вересня 2023, посмертно) — за особисту мужність і героїзм, виявлені у захисті державного суверенітету та територіальної цілісності України, самовіддане служіння Українському народові
- орден «Богдана Хмельницького» II ступеня (11.05.2022) — за особисту мужність і самовіддані дії, виявлені у захисті державного суверенітету та територіальної цілісності України, вірність військовій присязі[4].
- орден «Богдана Хмельницького» III ступеня (19.03.2022) — за особисту мужність і самовіддані дії, виявлені у захисті державного суверенітету та територіальної цілісності України, вірність військовій присязі[5].